# Topólka (gmina)
Topólka est une gmina rurale du powiat de Radziejów, Couïavie-Poméranie, dans le centre-nord de la Pologne. Son siège est le village de Topólka, qui se situe environ 19 km au sud-est de Radziejów et 58 km au sud de Toruń.
La gmina couvre une superficie de 102,92 km2 pour une population de 5 048 habitants.

## Géographie
La gmina inclut les villages de Bielki, Borek, Chalno, Chalno-Parcele, Czamanin, Czamanin-Kolonia, Czamaninek, Dębianki, Galonki, Głuszynek, Iłowo, Jurkowo, Kamieńczyk, Kamieniec, Karczówek, Kozjaty, Miłachówek, Opielanka, Orle, Paniewek, Paniewo, Rogalki, Rybiny, Sadłóg, Sadłóżek, Sierakowy, Świerczyn, Świerczynek, Świnki, Topólka, Torzewo, Wola Jurkowa, Wyrobki, Żabiniec, Zgniły Głuszynek et Znaniewo.
La gmina borde les gminy de Babiak, Bytoń, Izbica Kujawska, Lubraniec, Osięciny, Piotrków Kujawski et Wierzbinek.